# Immunoonkologia
Immunoonkologia – rozwijająca się dziedzina nauki, która łączy w sobie dwa działy medycyny: immunologię – naukę dotyczącą budowy i funkcjonowania układu odpornościowego człowieka oraz onkologię – naukę zajmującą się etiologią, rozpoznawaniem i leczeniem chorób nowotworowych.
Głównym celem immunoonkologii jest wspomaganie układu immunologicznego człowieka w walce z nowotworem. W przeciwieństwie do tradycyjnej chemioterapii, immunoterapia nowotworów nie działa bezpośrednio na komórki nowotworowe poprzez efekt toksyczny, ale aktywuje odporność i naturalne siły obronne organizmu.
W raporcie „Clinical Cancer Advances 2016” Amerykańskiego Towarzystwa Badań Klinicznych (ASCO), opublikowanym na łamach „Journal of Clinical Oncology”, immunoonkologia stosowana w leczeniu chorób nowotworowych uznana została za największe osiągnięcie.